# Slop over
Le slop over est un risque de la lutte contre les incendies d'hydrocarbures. Il est moins dangereux que le boil over.
Il est causé par le débordement par ébullition dû à l’application accidentelle d’eau (pluie, arrosage, mousse) à la surface d’un produit lourd en combustion lorsque la température excède 100 °C. Pour prévenir ce phénomène, il convient de refroidir les parois et/ou de soutirer du produit.